# Campo di Kalb-Ramond
Il campo di Kalb-Ramond (noto anche come campo NS-NS B) compare nella teoria delle stringhe bosoniche, insieme con il campo gravitazionale e il dilatone, come eccitazione di una stringa chiusa. Si tratta di un campo tensoriale con due indici completamente antisimmetrico {\displaystyle B_{\mu \nu }}, che può essere visto come una sorta di generalizzazione del campo elettromagnetico: tuttavia, mentre il campo elettromagnetico va integrato su una linea d'Universo (quella della particella ad esso accoppiata), il campo di Kalb-Ramond va integrato su una superficie di Universo (quella della stringa ad esso accoppiata). 
In particolare, mentre l'azione di una particella carica in movimento in un potenziale elettromagnetico è data da
{\displaystyle -q\int dx^{\mu }A_{\mu }}
per una stringa accoppiata al campo di Kalb-Ramond assume la forma
{\displaystyle -\int dx^{\mu }dx^{\nu }B_{\mu \nu }}
Questo termine nell'azione implica che la stringa fondamentale della teoria delle stringhe è una fonte del campo NS-NS B, come le particelle cariche sono sorgenti del campo elettromagnetico.
Il campo di Kalb-Ramond viene visualizzato, insieme al tensore metrico e al dilatone, come un insieme di eccitazioni senza massa di una stringa chiusa.